# Araragi
Araragi (лат.) — род дневных бабочек из семейства голубянок (Lycaenidae), распространённый на территории Юго-Восточной Азии (Дальний Восток России, Китай, Тайвань, Корея, Япония).

## Описание
Длина переднего крыла 16—18 мм. Передние лапки самцов несегментированные. Усики булавовидные. Щупики короткие. Основания усиков без волосистых кисточек. Передние лапки самцов несегментированные. Верхняя сторона крыльев тёмная буро-коричневая. Рисунок нижней стороны крыльев светлый бело-серый или желтовато-серый с обособленными разного размера тёмно-бурыми пятнами округлой формы. Задние крылья с хвостиком. Гусеницы ведут одиночный и скрытный образ жизни.

## Виды
- Araragi enthea (Janson, 1877)
- Araragi sugiyamai Matsui, 1989
- Araragi panda Hsu & Chou, 2001